# Zachodni szlak
Zachodni szlak (ang. The Way West) – amerykański western z 1967 roku w reżyserii Andrew V. McLaglena, zrealizowany na podstawie wyróżnionej Nagrodą Pulitzera powieści A.B. Guthriego Jr. Główne role zagrali Kirk Douglas, Robert Mitchum i Richard Widmark. Zdjęcia kręcono m.in. w Tucson i Bend.

## Zarys fabuły
Rok 1843. Były senator William J. Tadlock po samobójczej śmierci żony opuszcza dom i staje na czele grupy osadników, która wyrusza tzw. szlakiem oregońskim z Missouri na zachód, do Oregonu. Jego marzeniem jest założenie tam nowego miasta. Do udziału w wyprawie jako przewodnika namawia również doświadczonego przez życie Dicka Summersa. W wyprawie uczestniczy także m.in.: Lije Evans z rodziną, młode małżeństwo Macków i państwo McBee z dorastającą córką Mercy.

## Obsada
- Kirk Douglas – William J. Tadlock
- Robert Mitchum – Dick Summers
- Richard Widmark – Lije Evans
- Lola Albright – Rebecca "Becky" Evans
- Michael McGreevey – Brownie Evans
- Sally Field – Mercy McBee
- Jack Elam – wielebny Weatherby
- Katherine Justice – Amanda Mack
- Michael Witney – Johnnie Mack
- Connie Sawyer – pani McBee
- Harry Carey Jr. – pan McBee
- Stubby Kaye – Sam Fairman
- Elisabeth Fraser – pani Fairman
- Stefan Arngrim – Billy Tadlock, syn Williama
- Paul Lukather – pan Turley
- Peggy Stewart – pani Turley
- Roy Glenn – Saunders
- Roy Barcroft – pan Masters
- Eve McVeagh – pani Masters
- Patric Knowles – kpt. Grant
- Mike Lane – wódź Siuksów
- Sam Elliott – mieszkaniec Missouri (epizod; debiut aktora na ekranie)

i inni...